# جيمس رامسي هانت
جيمس رامسي هانت (بالإنجليزية: James Ramsay Hunt)‏ هو طبيب أعصاب أمريكي، ولد في 1872 في فيلادلفيا في الولايات المتحدة، وتوفي في 22 يوليو 1937 في Katonah, New York ‏ في الولايات المتحدة. يشتهر لوصفه متلازمة رامسي-هانت حيثُ يُوجد ثلاثُ متلازماتٍ عصبية مُختلفةٍ تحمل نفس الاسم.